# Cratere Hooke (Marte)
Hooke  è un cratere sulla superficie di Marte.
Il cratere è dedicato al fisico britannico Robert Hooke.